# Humenec (národní přírodní rezervace)
Humenec je národní přírodní rezervace v oblasti Prešov.
Nachází se v katastrálním území obce Veľká Lodina v okrese Košice-okolí v Košickém kraji. Území bylo vyhlášeno či novelizováno v letech 1953, 1988 na rozloze 86,08 ha. Ochranné pásmo nebylo stanoveno.